# Leopold Pfaundler von Hadermur
Leopold Pfaundler von Hadermur (Innsbruck, 14 de Fevereiro de 1839 — Graz, 6 de Maio de 1920) foi um físico e professor da Universidade de Innsbruck.

## Biografia
Pfaundler estudou Química, Física e Matemática na Universidade de Innsbruck, na Universidade de Munique e na Universidade de Paris. Doutorou-se em 27 de Julho de 1861 e a 23 de Março de 1866 foi nomeado Privatdozent da cadeira de Química física. 
Em 29 de Agosto de 1867 foi nomeado ordentlicher Professor (catedrático) de Física na Universidade de Innsbruck. Em 1887 foi eleito sócio da Academia das Ciências de Viena (Wiener Akademie der Wissenschaften). Em 1891 foi nomeado professor da cátedra de Física da Universidade de Graz.
Em 1870 Pfaundler demonstrou pela primeira vez a produção de uma corrente eléctrica contínua com a ajuda de um motor eléctrico. Em 1888 construiu um projector para visualização de figuras de Lissajous. 
Pfaundler foi um dos fundadores do Corps Rhaetia.
De 1909 até pouco antes da sua morte foi editor do Deutsche Gozeitung, um periódico especializado na divulgação do jogo Go, e é autor de um livro de Go.
A 10 de Agosto de 1910 foi nobilitado, adoptando o apelido de von Hadermur.